# Prionapteryx albofascialis
Prionapteryx albofascialis là một loài bướm đêm trong họ Crambidae.